# Ngarkat Conservation Park
Ngarkat Conservation Park är en park i Australien. Den ligger i delstaten South Australia, omkring 200 kilometer sydost om delstatshuvudstaden Adelaide. Arean är 2 666 kvadratkilometer.
Trakten runt Ngarkat Conservation Park är nära nog obefolkad, med mindre än två invånare per kvadratkilometer.. Det finns inga samhällen i närheten.
Omgivningarna runt Ngarkat Conservation Park är i huvudsak ett öppet busklandskap. Genomsnittlig årsnederbörd är 422 millimeter. Den regnigaste månaden är juni, med i genomsnitt 68 mm nederbörd, och den torraste är december, med 11 mm nederbörd.